# إليسا بلانشي
إليسا بلانشي (من مواليد 13 أكتوبر 1987) هي لاعبة جمباز إيقاعي إيطالية سابقة حائزة على ميدالية مرتين في الألعاب الأولمبية. شاركت في ثلاثة ألعاب أولمبية، وفازت هي والمجموعة الإيطالية بالميدالية الفضية في الألعاب الأولمبية الصيفية 2004 في أثينا. كانت أيضًا جزءًا من الفريق الإيطالي الفائز بالميدالية البرونزية في الألعاب الأولمبية الصيفية 2012 في حدث المجموعة الشاملة معًا (مع مجموعة أخرى الأعضاء رومينا لوريتو، مارتا باجنيني، إليسا سانتوني، أنجيليكا سافرايك وأندريا ستيفانيسكو).
كانت جزءًا من المجموعة الإيطالية في أعوام 2009 و2010 و2011 التي تنافست في بطولة العالم التي فازت بالميدالية الذهبية الشاملة للمجموعة.